# کودویاکا، واکایاما
کودویاکا، واکایاما (به لاتین: Kudoyama, Wakayama) یک شهر در ژاپن است که در استان واکایاما واقع شده‌است.

## خصوصیات
کودویاکا  ۵٬۸۰۱ نفر جمعیت دارد.